# Totul despre sex (film)

Sex and the City (publicat sub numele de Sex and the City: The Movie ) este un film american de comedie romantică din 2008, scris și regizat de Michael Patrick King, în debutul său regizoral. Este o continuare a seriei de televiziune din 1998–2004 despre patru prieteni, Carrie Bradshaw (Sarah Jessica Parker), Samantha Jones (Kim Cattrall ), Charlotte York Goldenblatt|(Kristin Davis ) și Miranda Hobbes (Cynthia Nixon ), și viețile lor ca femei în New York City.